# Карлсбадські печери (національний парк)
Карлсбадські печери — національний парк в горах Гуадалупе на південному сході штату Нью-Мексико, США. Головна визначна пам'ятка парку — ланцюг з 80 карстових Карлсбадських печер, для яких характерна різноманітність і високий естетичний вигляд мінеральних утворень.

## Загальний опис
Вік печер складає 250 мільйонів років, глибина — до 339 м, сумарна довжина всіх проходів і залів — близько 12 км. Найбільший зал має форму літери Т з розмірами в двох напрямках 610 і 335 м, висотою до 87 м і площею 5,7 га. У парку мешкає 16 видів кажанів загальною кількістю до 1 млн особин. Національний парк відкритий цілий рік, але більшість туристів відвідують його переважно влітку по вихідних і святах. Місяць з найменшою кількістю відвідувачів — січень, парк є відкритим 24 години на добу без вихідних, крім Різдва. Відвідувачі можуть самостійно спуститися в печеру на глибину 230 метрів або скористатися спеціально встановленими ліфтами.
У 2012 році, як повідомило видання Earthly Mission дослідники Карлсбадських печер виявили абсолютно нову мережу тунелів, що з'єднуються та ведуть до гігантської кімнати майже 185 м у довжину і 45 м у висоту. В червні 2020 року, в печері Лечугілья, яка є однією з найбільших і найглибших відомих печер у світі, командою спеціалізованих дослідників, що  отримала дозвіл на дослідження за межами водойми, відомої як Озеро Рідкого Неба, на глибині 210 метрів було відкрито басейн, який оточений білим матовим камінням.